# Giovanni Bottesini
Giovanni Bottesini (Crema, Llombardia, 22 de desembre de 1821 - Parma, 7 de juliol de 1889) va ser un compositor i director d'orquestra italià i un dels primers contrabaixistes virtuosos de l'època.

## Biografia
Un curiós gir del destí va produir aquest virtuós del contrabaix del segle xix. Als catorze anys, Bottesini havia desenvolupat els seus talents musicals com a corista, violinista i intèrpret del timbal. El seu pare va buscar un lloc per a ell al Conservatori de Milà, però només hi havia dues vacants: Fagot, i contrabaix. En qüestió de setmanes va preparar una audició que va tenir un gran èxit. Quatre anys després, en un temps relativament curt per a l'època, va obtenir un premi de tres-cents francs. Els diners van finançar l'adquisició d'un instrument de Carlo Giuseppe Testore, i va començar una carrera per tot el món com «el Paganini del contrabaix».
En deixar Milà, passà algun temps als Estats Units d'Amèrica, i va ocupar una posició de primer contrabaix al teatre de l'Havana. La primera òpera la va compondre el 1847. El 1849 va fer la primera aparició a Anglaterra, interpretant el contrabaix en un dels concerts de la Unió Musical. Després d'això, va realitzar freqüents visites a Anglaterra, i el seu extraordinari domini d'aquest instrument, li van atorgar popularitat a Londres i les províncies. A part dels seus triomfs com a intèrpret, Bottesini va ser director de reputació europea, i va aconseguir alguns èxits com a compositor, encara que el seu treball no tenia suficient originalitat per sobreviure als canvis en el gust de l'època. Va ser director en el Théâtre des Italiens de París des de 1855 a 1857, on va produir la seva segona òpera: L'Assedio di Firenze, el 1856.
Dirigint òpera, Bottesini portava freqüentment el seu contrabaix a l'escenari, durant la interrupció, per tocar fantasies sobre l'òpera de la tarda. Les seves fantasies sobre Lucia di Lammermoor, I Puritani, i Beatrice di Tenda, són encara populars entre els qui aprecien l'instrument.
El 1861 i el 1862 va ser director a Palerm, i l'any següent va supervisar la producció de la seva òpera Marion Delorme a Barcelona. Durant aquests anys, va donar repetides gires pels principals països d'Europa. El 1871 va dirigir una temporada italiana al teatre Lyceum de Londres, en aquesta època es produí la seva òpera Ali Baba, i al tancament de l'any, va ser elegit per Verdi per dirigir la primera presentació d'Aida, estrenada al Caire el 24 de desembre de 1871.
Bottesini va escriure tres òperes a part de les ja esmentades: Cristoforo Colombo (al Teatro Havana de Cuba, 1848), Il Diavolo della Notte (Milà, 1859); Vinciguerra (París, 1870); i Ero e Leandro (Torí, 1880), aquesta última amb llibret d'Arrigo Boito. També va escriure El jardí d'Olivet, un oratori, produït en el Festival de Norwich, el 1887, Quartet d'onze cordes, Quintet per a quartet de cordes i contrabaix, i moltes obres per a contrabaix, entre elles dos Concerts per a contrabaix com a instrument principal, Gran Duet Concertant per a violí i contrabaix, Passione Amorosa, per a dos contrabaixos i nombroses peces per a contrabaix i piano.
Bottessini va morir a Parma, el 7 de juliol de 1889, als seixanta-set anys.